# Iowa Cubs
Iowa Cups er et Minor league baseballhold fra Des Moines, Iowa. De spiller i den Northern Division i American Conference of the Pacific Coast League. Deres stadion hedder Principal Park. De er beslægtede med de Chicago Cubs.

## Navne
Iowa Oaks: 1969-1980 Iowa Cubs: 1982-Nu

## Titler
De har aldrig været mester i Pacific Coast League.